# Kokusai Ki-105
Kokusai Ki-105 Ohtori (jap. 鳳, dosł. Feniks) – japoński samolot transportowy powstały jako modyfikacja szybowca Kokusai Ku-7, mający w zamierzeniu służyć do transportu paliwa z Sumatry do Japonii. Zbudowano tylko dziewięć prototypów.

## Historia
Kokusai Ki-105 powstał w wyniku modyfikacji szybowca Kokusai Ku-7 poprzez dodanie mu dwóch 14-cylindrowych silników gwiazdowych typu Mitsubishi Ha-26_II o mocy 940 KM każdy. Samolot początkowo nosił oznaczenie Ku-7-II.
Pierwsze dziewięć prototypów powstało w kwietniu 1945, planowano budowę przynajmniej 300 samolotów tego typu. Samoloty miał służyć do transportu paliwa pomiędzy Sumatrą a Japonią. W typowym locie samolot spalałby 80% przewożonego przez siebie paliwa, ale w krytycznej sytuacji spowodowanej brakiem paliwa w Japonii nawet takie rozwiązanie zostało uznane za akceptowalne.